# Ніжно (пісня)

«Ніжно»  — пісня української співачки Тіни Кароль з її четвертого студійного альбому 9 жизней. Як сингл випущений 23 березня 2012 року.

## Опис
Пісня «Ніжно» — стала синглом альбому 9 жизней Тіни Кароль. Автор пісні — Андрій Підлужний

## Відеокліп
Режисером кліпу виступив Алан Бадоєв
«Я відразу побачив кліп і став наполягати на його зйомках. На той момент вони не планувалися, але я зміг переконати Тіну в тому, що таку арт-роботу ми повинні зробити», — розповідає режисер.

До речі, кліп для Тіни Кароль Алан Бадоєв знімав абсолютно безкоштовно.

## Список композицій
| Цифрове завантаження, стримінг | Цифрове завантаження, стримінг | Цифрове завантаження, стримінг | Цифрове завантаження, стримінг | Цифрове завантаження, стримінг |
| #                              | Назва                          | Автор слів                     | Автор музики                   | Тривалість                     |
| ------------------------------ | ------------------------------ | ------------------------------ | ------------------------------ | ------------------------------ |
| 1.                             | «Ніжно»                        | Андрій Підлужний               | Андрій Підлужний               | 3:45                           |

## Live виконання
2011 «Ніжно» — сольний концерт в Києві
2012 «Ніжно» — MTV Open Space
2013 «Ніжно» — Х-фактор Україна